# Angelo Farina
Angelo Farina (Bergamo, 26 settembre 1905 – Bergamo, 8 luglio 1994) è stato un allenatore di calcio, calciatore e dirigente sportivo italiano, di ruolo portiere.

## Carriera
Crebbe calcisticamente nell'Atalanta, con la quale debuttò in prima squadra in Seconda Divisione (l'attuale Serie B) nella stagione 1922-1923, a 17 anni, e fu titolare per tutto il campionato vinto dall'Atalanta. Nella stagione 1926-1927 fu titolare nella squadra che partecipa al girone A della Coppa Arpinati, che l'Atalanta termina al 2º posto disputando 8 partite.
La quasi totalità della sua carriera si svolse sotto i colori neroazzurri, coi quali disputò almeno due campionati di massima divisione. Assorbito dal lavoro nel 1926, dopo il diploma di perito tessile all'Istituto Esperia di Bergamo entrò nel Lanificio Zopfi di Bergamo. Lasciò l'Atalanta nel 1928-1929 concludendo la carriera, a 24 anni, nella Pro Palazzolo.
Intraprese poi la carriera di allenatore a partire dalla stagione 1929-1930 guidando la Caratese dopo essersi trasferito per ragioni di lavoro al Lanificio Bevilacqua di Verano Brianza, diventandone poi sia direttore che disegnatore di tessuti d'alta moda per signora.
Nella società brianzola, che negli anni trenta militò anche in Serie C, ricoprì la carica di presidente per quarant'anni. Fu quindi assessore allo sport e vicesindaco del comune di Carate Brianza, Commendatore della Repubblica Italiana e membro dell'Unione Nazionale Veterani dello Sport.

## Palmarès

### Giocatore

#### Competizioni nazionali
- Seconda Divisione: 1

Atalanta: 1922-1923
- Prima Divisione: 1

Atalanta: 1927-1928